# Oye mi canto
Oye mi canto (in italiano: "ascolta la mia canzone") è un singolo dell'artista musicale statunitense N.O.R.E., pubblicato il 30 agosto 2004.
In un'intervista del 2006 con MTV, il rapper si è espresso riguardo al singolo: "Mi sono innamorato di questa musica. Ho realizzato questo porro originariamente per un mixtape. Da tempo non si parla ai latini, da quando è morto Big Pun. Non si sono sentiti come se avessero qualcosa di cui essere orgogliosi [nell'hip-hop] su cui fare affidamento, quindi, essendo latino e nero, ho voluto rappresentare il mio lato latino per una volta. Perché non farlo con questa nuova musica, invece di fare un disco di rap in spagnolo? È questa la musica che parla ai giovani latini delle zone urbane".
La canzone è stata inserita da Billboard al secondo posto nella classifica dei 12 migliori ritornelli dancehall e reggaeton del XXI secolo.